# Жорж Тапі
Жорж Тапі (фр. Georges Tapie, 19 лютого 1910 — 2 січня 1964) — французький академічний веслувальник.
Бронзовий призер Олімпійських Ігор 1936 року в складі розпашної двійки зі стерновим.